# 劉宏 (南朝宋)
劉 宏（りゅう こう、元嘉11年（434年）- 大明2年3月3日（458年4月2日））は、南朝宋の皇族。建平宣簡王。文帝劉義隆の七男。字は休度。子は劉景素。

## 経歴
文帝と曹婕妤のあいだの子として生まれた。早くに母を失った。元嘉21年（444年）2月、建平王に封じられた。若くして閑静素朴な性格で、文学や書籍を好んだ。文帝にことのほか愛され、劉宏のために鶏籠山に山水の美を尽くした邸を建てられた。建平国の職階は、他国より1階高く位置づけられた。元嘉24年（447年）10月、中護軍となり、領石頭戍事をつとめた。元嘉26年（449年）8月、征虜将軍・江州刺史として出向した。元嘉28年（451年）、建康に召還されて中書令となり、驍騎将軍の号を受けた。
元嘉30年（453年）2月、劉劭が文帝を殺害して帝を称すると、劉宏は左将軍・丹陽尹となった。さらに散騎常侍・鎮軍将軍・江州刺史に任じられた。孝武帝が劉劭を討つべく起兵すると、劉劭は劉宏を宮殿内に入れさせようとした。孝武帝が先手を取って劉宏と連絡すると、劉宏は側近の周法道を派遣して孝武帝のもとを訪れさせた。5月、劉劭が殺害されると、劉宏は孝武帝の下で尚書左僕射となった。孝武帝の母の路淑媛を尋陽に迎えにおもむいた。8月、建康に帰還すると、中軍将軍・中書監の位を加えられた。
孝建2年（455年）10月、尚書令に転じ、散騎常侍の位を加えられた。孝建3年（456年）10月、中書監・衛将軍の位を加えられた。
大明2年（458年）2月、病のため尚書令の解任を請願すると、開府儀同三司・散騎常侍の位を加えられた。3月丁未、死去した。享年は25。侍中・司徒の位を追贈された。

## 伝記資料
- 『宋書』巻72 列伝第32
- 『南史』巻14 列伝第4